# Flieth-Stegelitz
Flieth-Stegelitz är en kommun i Landkreis Uckermark i förbundslandet Brandenburg i Tyskland.
Kommunen bildades den 31 december 2001 genom en sammanslagning av de tidigare kommunerna Flieth och Stegelitz. 
Kommunen ingår i kommunalförbundet Amt Gerswalde tillsammans med kommunerna Gerswalde, Milmersdorf, Mittenwalde och Temmen-Ringenwalde.